# Settimana sociale dei cattolici italiani

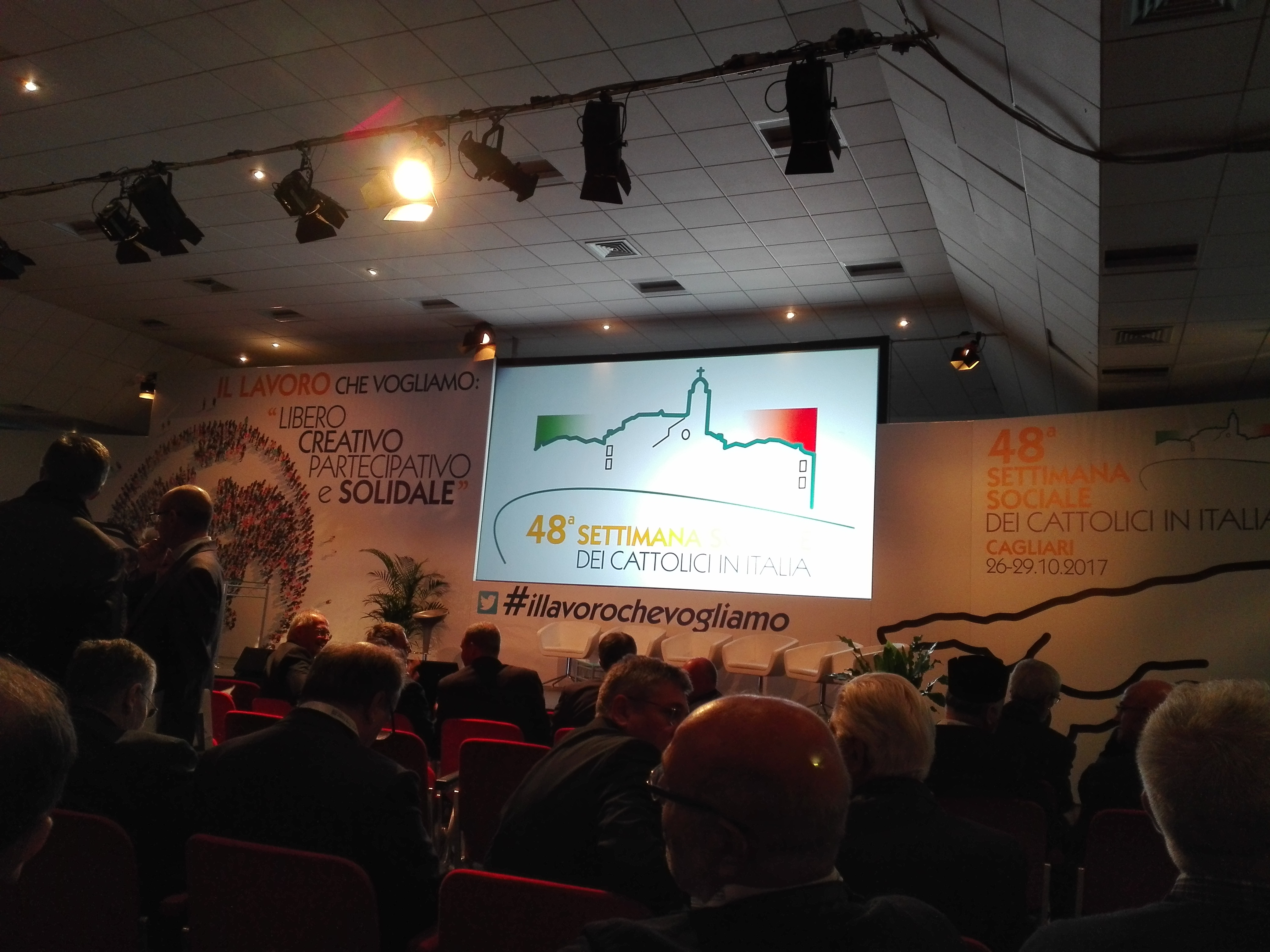
Un momento della 48ª settimana svoltasi a Cagliari nel 2017.

La Settimana sociale dei cattolici in Italia (precedentemente Settimana sociale dei cattolici italiani) è un appuntamento fisso della Chiesa cattolica italiana, a cadenza pluriennale. Sono “riunioni di studio per far conoscere ai cattolici il vero messaggio sociale cristiano” allo scopo di guidare l'azione cattolica nelle varie categorie del mondo del lavoro, sia autonomo che dipendente. Le giornate sono organizzate in lezioni e discussioni sui problemi sociali più attuali. La prima edizione si è svolta a Pistoia nel 1907.

## Origini
La prima Settimana sociale fu ideata dall'«Unione popolare cattolica italiana» (organismo prefigurato da Pio X nell'enciclica Il fermo proposito) guidata dall'economista Giuseppe Toniolo. Toniolo, assieme al cardinale Pietro Maffi, nel 1907 varò l'iniziativa con il motto: “Ispirare cristianamente la società”. Nel 1905 in Francia si era già tenuta un'esperienza simile, sulla scia dell'enciclica di papa Leone XIII Rerum Novarum (“Delle cose nuove”).
La prima Settimana sociale si tenne dal 23 al 28 settembre 1907 a Pistoia, con alcune sessioni anche a Pisa (dove insegnava Toniolo). Erano gli anni del non expedit, il divieto papale rivolto ai fedeli di partecipare alla politica; l'Opera dei congressi era stata sciolta da poco (1904), limitando di fatto il peso del mondo cattolico nella vita pubblica. La nuova iniziativa fu una reazione a queste difficoltà. Nelle Settimane sociali si cercava di applicare la dottrina sociale della Chiesa a temi concreti come i contratti di lavoro e la condizione delle popolazioni rurali.
A partire dal 1927 l'Università Cattolica del Sacro Cuore assunse un ruolo cruciale nell'organizzazione delle Settimane, che allo stesso tempo sperimentarono però la crescente repressione del regime fascista. Le Settimane sociali ebbero sempre più difficoltà: l'edizione del 1931 saltò per indisponibilità dell'Azione cattolica, poi nel 1934 ci fu un'interruzione, che durò fino alla fine della seconda guerra mondiale.

## Il secondo dopoguerra
La Settimana sociale del 1946 vide la partecipazioni di importanti personalità del mondo culturale e politico cattolico: Guido Gonella, Ferruccio Pergolesi, Camillo Corsanegro, Amintore Fanfani, Egidio Tosato, Antonio Amorth, Giorgio La Pira. Fu offerto un contributo di rilievo alla redazione del testo della nuova Costituzione, in discussione all'Assemblea costituente. Vista la centralità che assume il partito della Democrazia Cristiana nello schieramento politico italiano, anche le Settimane sociali si celebrano su temi che coniugano vita ecclesiale ed impegno sociale e politico.
Alla fine degli anni sessanta il mondo cattolico italiano era attraversato da dissensi, segnato dagli abbandoni da parte di sacerdoti e religiosi, dal conflitto tra Azione Cattolica e movimenti. Mancarono le condizioni affinché si verificasse una reazione analoga a quella d'inizio secolo. Le Settimane sociali furono lasciate cadere nel 1970.
La ripresa venne decisa nel 1988 con una Nota pastorale della CEI dal titolo: Ripristino e rinnovamento delle Settimane Sociali dei cattolici italiani .

## Elenco delle settimane sociali
| numero | anno | luogo           | tema |
| ------ | ---- | --------------- | --- |
| 1      | 1907 | Pistoia         | Movimento cattolico e azione sociale. Contratti di lavoro, cooperazione e organizzazione sindacale. Scuola |
| 2      | 1908 | Brescia         | Questioni agrarie. Condizione operaia ed educazione.Programma sociale ed organizzazione cattoliche         |
| 3      | 1908 | Palermo         | Questioni del lavoro e dell'economia. Problemi agricoli. Programma sociale e organizzazioni cattoliche     |
| 4      | 1909 | Firenze         | Cattolicesimo Sociale ed economia moderna                                                                  |
| 5      | 1910 | Napoli          | Problemi della famiglia e della cultura                                                                    |
| 6      | 1911 | Assisi          | Organizzazione professionale                                                                               |
| 7      | 1912 | Venezia         | Le condizioni della scuola                                                                                 |
| 8      | 1913 | Milano          | Le libertà civili dei cattolici                                                                            |
| 9      | 1920 | Roma            | La produzione nel regime di proprietà                                                                      |
| 10     | 1922 | Roma            | Lo stato secondo la concezione cristiana                                                                   |
| 11     | 1924 | Torino          | L'Autorità Sociale nella dottrina cattolica                                                                |
| 12     | 1925 | Napoli          | Principi e direttive in ordine ai problemi politici e alla attività politica                               |
| 13     | 1926 | Genova          | La famiglia cristiana                                                                                      |
| 14     | 1927 | Firenze         | L'educazione cristiana                                                                                     |
| 15     | 1928 | Milano          | La vera unità religiosa                                                                                    |
| 16     | 1929 | Roma            | L'opera di S.S. Pio XI                                                                                     |
| 17     | 1933 | Roma            | La carità                                                                                                  |
| 18     | 1934 | Padova          | La moralità professionale                                                                                  |
| 19     | 1945 | Firenze         | Costituzione e costituente                                                                                 |
| 20     | 1946 | Venezia         | I problemi del lavoro                                                                                      |
| 21     | 1947 | Napoli          | I problemi della vita rurale                                                                               |
| 22     | 1948 | Milano          | La comunità internazionale                                                                                 |
| 23     | 1949 | Bologna         | La sicurezza sociale                                                                                       |
| 24     | 1951 | Genova          | L'organizzazione professionale                                                                             |
| 25     | 1952 | Torino          | L'impresa nell'economia contemporanea                                                                      |
| 26     | 1953 | Palermo         | I problemi della popolazione                                                                               |
| 27     | 1954 | Pisa            | Famiglie di oggi e mondo sociale in trasformazione                                                         |
| 28     | 1955 | Trento          | Società e scuola                                                                                           |
| 29     | 1956 | Bergamo         | Vita economica ed ordine morale                                                                            |
| 30     | 1957 | Cagliari        | Aspetti umani delle trasformazioni agrarie                                                                 |
| 31     | 1958 | Bari            | Le classi e l'evoluzione sociale                                                                           |
| 32     | 1959 | Padova          | L'impiego del tempo libero come attuale problema sociale                                                   |
| 33     | 1960 | Reggio Calabria | Le migrazioni interne e internazionali nel mondo contemporaneo                                             |
| 34     | 1961 | Como            | Solidarietà tra i popoli e stati di recente formazione                                                     |
| 35     | 1962 | Siena           | Le incidenze sociali dei mezzi audiovisivi                                                                 |
| 36     | 1964 | Pescara         | Persone e bene comune nello stato contemporaneo                                                            |
| 37     | 1965 | Udine           | Libere formazioni sociali nello stato contemporaneo                                                        |
| 38     | 1966 | Salerno         | Sviluppo economico e ordine morale                                                                         |
| 39     | 1968 | Catania         | Diritti dell'uomo ed educazione al bene comune                                                             |
| 40     | 1970 | Brescia         | Strutture della società industrializzata e loro incidenza sulla condizione umana                           |
| 41     | 1991 | Roma            | I cattolici italiani e la nuova giovinezza dell'Europa                                                     |
| 42     | 1993 | Torino          | Identità nazionale, democrazia e bene comune                                                               |
| 43     | 1999 | Napoli          | Quale società civile per l'Italia di domani?                                                               |
| 44     | 2004 | Bologna         | Democrazia: nuovi scenari, nuovi poteri                                                                    |
| 45     | 2007 | Pistoia e Pisa  | Il bene comune oggi: un impegno che viene da lontano                                                       |
| 46     | 2010 | Reggio Calabria | Cattolici nell'Italia di oggi. Un'agenda di speranza per il futuro del Paese                               |
| 47     | 2013 | Torino          | Famiglia, speranza e futuro per la società italiana                                                        |
| 48     | 2017 | Cagliari        | Il lavoro che vogliamo: libero, creativo, partecipativo e solidale                                         |
| 49     | 2021 | Taranto         | Il pianeta che speriamo. Ambiente, lavoro, futuro. #tuttoèconnesso                                         |
| 50     | 2024 | Trieste         | Al cuore della democrazia                                                                                  |